# Priča o ljubavi obično ugnjavi
Priča o ljubavi obično ugnjavi je deveti studijski album srpskog rock sastava Riblja čorba, objavljen 14. rujna 1988.
Ovim albumom sastav je proslavio deset godina postojanja. Ujedno je i posljednji na kojem je svirao gitarist Nikola Čuturilo. Za razliku od prethodnih, na ovom pjesme nisu političke prilike, po čemu je sastav poznat. Pjesma "Avionu slomiću ti krila" je 1999. postala protestna pjesma za vrijeme NATO-vog bombardiranja SRJ.

## Popis pjesama
| 1.    | »Oko mene«                               | 3:47 |
| 2.    | »Prošlosti (Nisi bila bogzna šta)«       | 4:36 |
| 3.    | »Znam te (Drugoga voli)«                 | 4:10 |
| 4.    | »Kaži, ko te ljubi dok sam ja na straži« | 4:31 |
| 5.    | »Još jedna cigareta pre spavanja«        | 3:29 |
| 6.    | »Avionu slomiću ti krila«                | 3:42 |
| 7.    | »Napolju«                                | 4:50 |
| 8.    | »Ljudi«                                  | 3:53 |
| 9.    | »Lupa bubanj, zveči zvečka«              | 3:18 |
| 10.   | »Celu noć te sanjam«                     | 5:00 |
| 41:16 |                                          |      |

## Produkcija
- Bora Đorđević - vokal
- Džindžer Božinović - gitara
- Nikola Čuturilo - gitara
- Vicko Milatović - bubnjevi
- Miša Aleksić - bas-gitara